# Џери Браун
Едмунд Џералд „Џери“ Браун, млађи (енгл. Edmund Gerald "Jerry" Brown Jr.; Сан Франциско, 7. април 1938) је амерички политичар и правник који је од 2011. до 2019. био на положају 39. гувернера Калифорније. Члан је Демократске странке, а претходно је већ био на дужности гувернера Калифорније као 34. гувернер од 1975. до 1983, и гувернер је са најдужим стажом у историји Калифорније. И пре и након првог гувернерског мандата, Браун је био на бројним државним и локалним функцијама, и три пута је учествовао у трци за номинацију Демократске странке на председничким изборима у САД.
Као једини син Едмунда Џ. „Пата“ Брауна, старијег, 32. гувернера Калифорније (1959–1967), Џери Браун је почео политичку каријеру као члан одбора повереника Комјунити колеџ дистрикта Лос Анђелеса (1969–1971), пре него што је служио као државни секретар Калифорније (1971–1975). Изабран је за гувернера 1974, са 36 година, чиме је постао најмлађи гувернер Калифорније у 111 година.
Браун је учествовао на изборима за страначког кандидата Демократске странке за изборе за председника Сједињених Држава 1976. По броју освојених гласова је био други, али је на странакој конвенцији био тек трећи, а победио је бивши гувернер Џорџије Џими Картер. Браун је реизабран за гувернера 1978, и поново је учествовао на страначким изборима за кандидата за председника 1980. против актуелног председника Џимија Картера. Изазивачи против актуелног председника на страначким изборима ретко имају велике шансе, али је сенатор Тед Кенеди из Масачусетса био прилично успешан што је оставило Брауна без значајне подршке.
Браун је одбио да се кандидује за трећи мандат на гувернерским изборима 1982, и уместо тога се кандидовао за Сенат Сједињених Држава. Међутим, поразио га је републиканац Пит Вилсон, и многи су сматрали да је његова политичка каријера окончана. Након путовања по свету, Браун се вратио у Калифорнију и преузео дужност шефа Демократске странке у Калифорнији од 1989. 1991, када је одлучио да поднесе оставку и поново се кандидује за Сенат 1992. Предомислио се, и учествовао у трци за номинацију Демократске странке за председника Сједињених Држава 1992. Поново је завршио други, значајно иза гувернера Арканзаса, Била Клинтона.
Након шест година ван политике, Браун се вратио у јавни живот и био градоначелник Оукланда од 1999 до 2007, а затим врховни тужилац Калифорније од 2007. до 2011.
Браун је одлучио да се поново кандидује за гувернера 2010,. 1990. је донет закон који је ограничио број гувернерских мандата на два. Међутим, четворица живих бивших гувернера у тренутку доношења закона (Џери Браун, његов отац Пат, његов претходник Роналд Реган и наследник Џорџ Дјукмејџон, који је био актуелни гувернер) су и даље имали право да се кандидују. Браун је поразио Мег Витман на изборима 2010. и постао је 39. гувернер 2011; 7. октобра 2013. постао гувернер са најдужим стажом у историји Калифорније, престигавши Ерла Вореа. Браун је реизабран за гувернера на изборима 2014, са шездесет процената гласова. Како је имао паузу од 28 година између другог и трећег мандата, Браун је истовремено и шести најмлађи (најмлађи од 1863), и најстарији гувернер у историји Калифорније.

### Есеји и извештаји
- "Jerry Brown envisions still another public role", Christian Science Monitor, 6. новембар 2006.
- "Sacramento Dreaming Again, George F. Will, The Washington Post, 7. август 2008.
- "The Governor's Last Stand", Marc Cooper, Pacific Standard, 16. август 2012.
- Fallows, James (јун 2013). „The Fixer”. The Atlantic. 311 (5): 46—55. Приступљено 7. 7. 2015.
- "How Jerry Brown Quietly Pulled California Back From The Brink", Alexander Nazaryan Newsweek, 4. април 2016.

### Телевизијски интервјуи
- , 31. мај 2006. (видео интервју 30:00)